# Kingman Island
Kingman Island (ook Burnham Barrier) is een eiland gesitueerd in de Anacostia in Washington D.C.. Het eiland heeft een oppervlakte van 38 hectare en wordt in tweeën gedeeld door de Benning Bridge. Het gebied ten noorden van die brug maakt deel uit van Langston Golf Course en het gebied ten zuiden van die brug maakte deel uit van het Kingman and Heritage Islands Park. Kingman Island wordt doorkruist door drie bruggen, namelijk de Benning Bridge, de Whitney Young Memorial Bridge en een brug van de Orange Line van de Metro van Washington. Ook is het eiland met drie bruggen verbonden, waarvan één naar Heritage Island en twee naar het vasteland.

## Geschiedenis
Kingman Island is samen met Heritage Island in 1916 aangelegd door de Army Corps of Engineers, toen zij de Anacostia aan het baggeren waren, met als doel er een recreatiegebied van te maken, maar die plannen werden nooit gerealiseerd. Het eiland was sinds de aanleg eigendom van de National Park Service. Het noordelijke deel van Kingman Island wordt sinds 1939 gebruikt door Langston Golf Course, maar het zuidelijke deel lag voor de grootste tijd braak, maar werd ook voor een periode als vuilnisbelt gebruikt. In de jaren 40 kwamen plannen om er een landingsbaan aan te leggen, maar dat plan werd niet gerealiseerd. Tijdens de Tweede Wereldoorlog werden er door mensen ook enkele overwinningstuintjes aangelegd. In de jaren 70 kwamen er plannen om het zuidelijke deel te gebruiken als een recreatiegebied voor kinderen en in het volgende decennium wilde een filantroop er een themapark bouwen.
In juli 1996 tekende destijdse president Bill Clinton de "National Children's Island Act", waardoor de National Park Service het eigenaarschap van het zuidelijke deel van het eiland kon doorgeven aan het District of Colubmbia om nieuwe plannen om een themapark te bouwen op Kingman Island te realiseren. Er ontstond kritiek op het project omdat het niet gepast voor de natuur zou zijn en omdat de impact op de naastgelegen buurten te groot zou zijn. Het voorstel voor de bouw van het themapark werd in 1999 door de wijkraad afgewezen. Na die uitspraak werd Kingman Island gesloten voor het publiek. Later werd besloten dat het zuidelijke deel van het eiland samen met Heritage Island een park moest worden en de aanleg van dat park begon in 2004 door het "District of Columbia Office of the Deputy Mayor for Planning and Economic Development". Onderdeel van het park zijn onder andere een milieueducatiecentrum en klaslokalen in de openlucht. In mei 2008 werd het park geopend.

## Park
Sinds 2004 is het deel ten zuiden van de Benning Bridge onderdeel van het Kingman and Heritage Islands Park. Twee wandelroutes van het park gaan over het eiland heen. Dat zijn de Kingman Island Trail met een lengte van 1,1 kilometer en de Main Entrance Trail met een lengte van 500 meter. Die laatste wandelroute loopt slechts voor een gedeelte over Kingman Island.
In het park bevinden zich onder andere drie openluchtklaslokalen van de Living Classroom Foundation. Die stichting heeft als doel kinderen over de natuur en het milieu te informeren. Ook bevinden zich in het park een schuilhut en een boom ter herinnering aan de schoolkinderen die slachtoffer waren van de aanslagen aanslagen op 11 september 2001. Ook is de aanleg van een milieueducatiecentrum over de restauratie van de rivier en over het belang van het onderhoud gepland. Het ontwerp voor het milieureducatiecentrum werd gekozen tijdens een competitie voor het beste ontwerp. Het winnende ontwerp van Studios Architecture telt twee verdiepingen en biedt ruimte voor een milieulab, galerijen en klaslokalen.

## Festival
Sinds 2010 vindt op het eiland jaarlijks het "Kingman Island Bluegrass & Folk Festival" plaats, waarop bluegrass- en folkbands spelen. Het festival heeft als doel aandacht te trekken voor de eilanden en de rivier.